# Mario di Carpegna
Vous lisez un « bon article » labellisé en 2012.
Mario di Carpegna, né à Rome le 19 août 1856 et mort dans cette même ville le 3 novembre 1924, est un homme politique italien et une personnalité civile de la diplomatie vaticane. Les mandats confiés par deux papes successifs, Pie X et Benoît XV, l'amènent à poser dans un premier temps les structures de la fédération sportive catholique italienne puis de l'« Union internationale des œuvres catholiques d’éducation physique ». Cette tâche menée à bien, il use du poids de ces structures pour normaliser, toujours à la demande du Vatican, les débuts laborieux du scoutisme catholique au sein du scoutisme italien. Les contacts pris à cette occasion avec lord Baden-Powell l'orientent vers le scoutisme international qu'il marque de sa personnalité à partir de 1920.

## Biographie
Mario Gabrielli, comte de Carpegna (Mario Gabrielli di Carpegna), est issu de la famille comtale de Carpegna, près de Montefeltro, en Italie, résidant dans la province de Pesaro et d'Urbino, ainsi que de celle des princes Gabrielli. Diplômé en droit de l'université La Sapienza de Rome, il accède à 36 ans, de 1892 à 1900, aux fonctions de conseiller communal et adjoint au maire de Rome. Engagé également dans le domaine de l'Action catholique, il se voit confier plusieurs mandats d'envergure au sein de l'Église catholique qui lui valent d’être nommé garde noble du pape. En 1905, le pape Pie X lui confie le soin de contrôler les premiers vagissements du sport catholique italien avant d'étendre cette mission à l'ensemble de l'Europe : en 1911 Mario di Carpegna est le premier président de l'« Union internationale des organisations catholiques d'éducation physique » (UIOCEP). Cette réussite amène Benoît XV à lui confier en 1916, à partir de ses mandats précédents, la régularisation des rapports mal engagés et restés conflictuels entre les scoutismes italiens laïcs et catholiques. Comme antérieurement, cette mission se trouve étendue au scoutisme catholique mondial puis au scoutisme international dont Mario di Carpegna est commissaire par intérim en 1922–1923. Mario di Carpegna, que Benoît XV a nommé commandant de la Garde palatine, meurt à Rome le 3 novembre 1924.

## La Fédération des associations sportives catholiques italiennes (FASCI)

### De laFASCIau sport catholique international

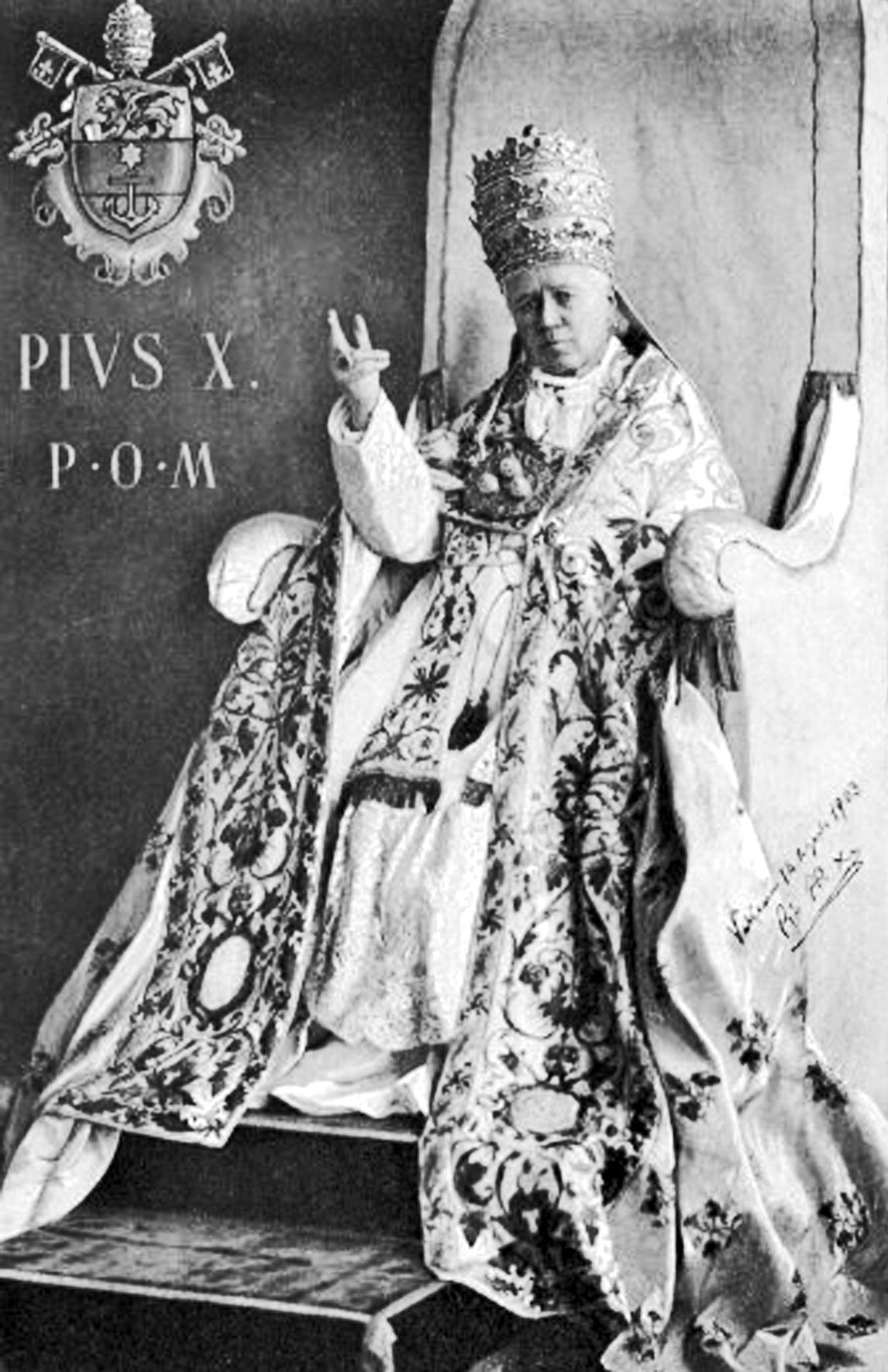
Le pape Pie X (1903-1914).

Les sections de gymnastique des patronages paroissiaux de France — Fédération gymnastique et sportive des patronages de France (FGSPF) — et de Belgique — « Fédération catholique belge de gymnastique » (FCBG) — confrontées à une vague anticléricale sont déjà organisées en fédérations nationales à la fin du XIXe siècle quand un grand concours international est organisé à Rome en 1905 à l'initiative de Fratel Biagio à la suite d'une visite de Pierre de Coubertin au Vatican. Le pape Pie X, convaincu par le rénovateur des jeux olympiques et impressionné par la manifestation, confie alors à un de ses gardes nobles, Mario di Carpegna, la mission de réfléchir à ce nouveau moyen potentiel de soutenir la foi. Dès l'année suivante celui-ci crée la « Fédération des associations sportives catholiques italiennes » (FASCI), devenue depuis le Centre sportif italien (CSI) et réunit à nouveau à Rome sous l'égide du pape Pie X environ 2 000 participants venus respectivement de France, de Belgique, d'Irlande, du Canada et d'Italie. Le pape émettant alors le vœu de voir ces rassemblements perdurer, Mario di Carpegna récidive en 1908. Après l'échec d’une tentative en 1909, un quatrième concours international de gymnastique se tient en France à Nancy en 1911,, à l'initiative de la FGSPF et de son président fondateur, le Dr Paul Michaux.

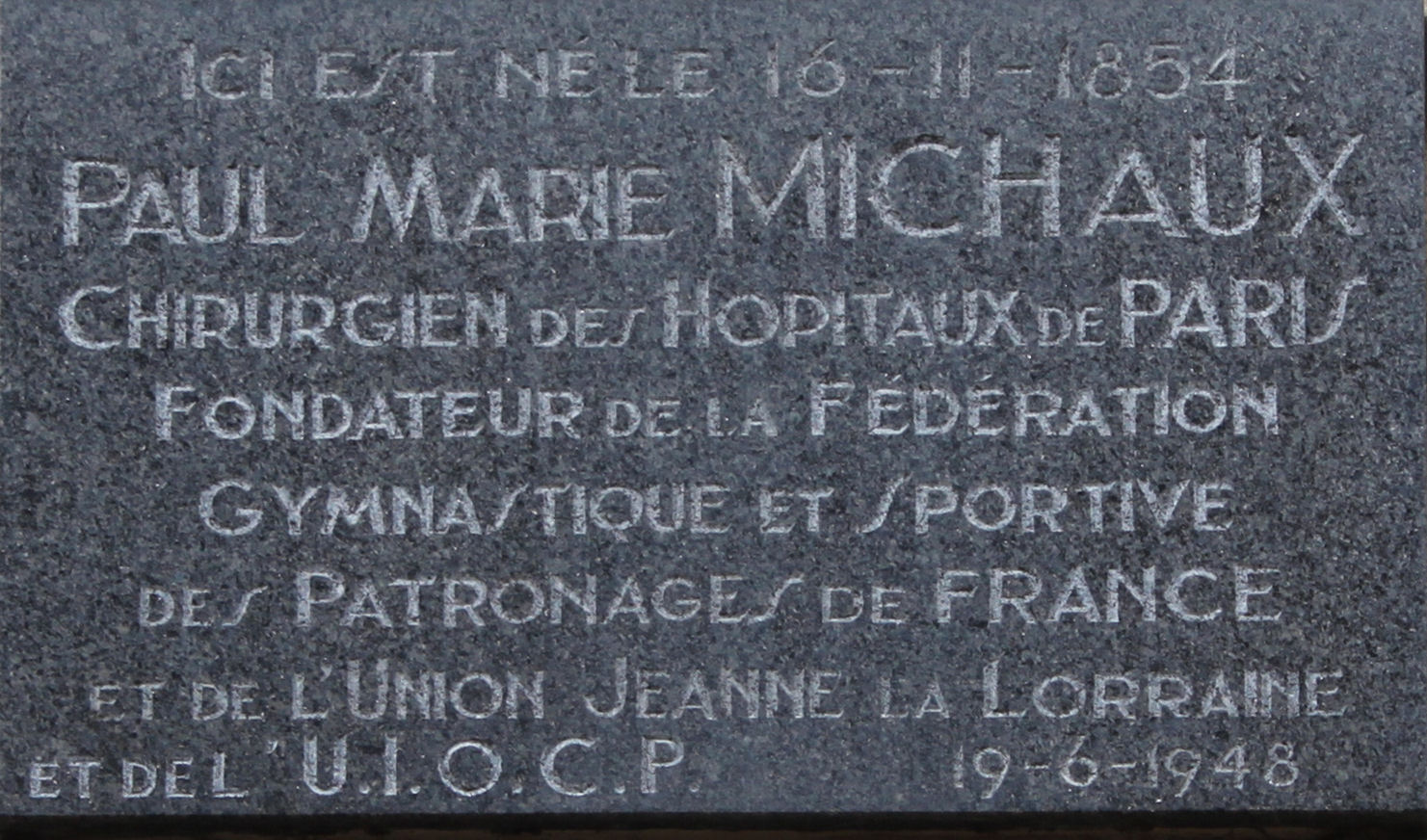
Plaque commémorative de la création de l’UIOCEP.

À cette occasion, la création d'une union internationale est ratifiée par les nations présentes ou représentées. Elle prend le nom d'« Union internationale des œuvres catholiques d’éducation physique » (UIOCEP) et sa présidence est confiée à Mario di Carpegna. Participent alors aux travaux : la « Fédération des associations sportives catholiques italiennes » représentée par Mario di Carpegna, la FGSPF représentée par Paul Michaux, la « Fédération nationale des sociétés catholiques de gymnastique et d'armes de Belgique » représentée par Robert Cardol, l'« Elsaessicher Turnerbund » — future Avant-garde du Rhin (AGR) — fédération des sociétés alsaciennes représentée par Auguste Biecheler,, la « Fédération des sociétés catholiques de gymnastique et d'armes de Hollande », la « Fédération des sociétés sportives catholiques de Suisse », la « Société nationale de gymnastique du Canada » représentée par le lieutenant Henri T.Scott et la « Société catholique de jeunes gens d’Irlande »,.
À partir de juillet 1911, Mario di Carpegna préside donc l'UIOCEP dont le siège est fixé à Paris au 5 rue Saint-Thomas-d'Aquin. Secondé au secrétariat général par les Français Charles Simon, puis Armand Thibaudeau, il assure cette présidence jusqu'en 1919, date à laquelle le Belge Félix van de Kerkhove lui succède,. Mario di Carpegna se consacre alors spécifiquement au scoutisme dont il a déjà fondé, le 16 janvier 1916, la branche italienne : l'Association des scouts catholiques italiens (it) (ASCI).

### De laFASCIau scoutisme catholique italien

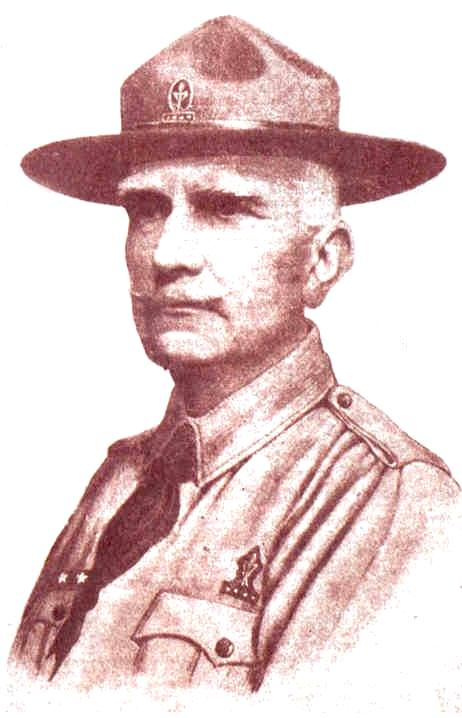
Dessin au crayon de Mario di Carpegna.

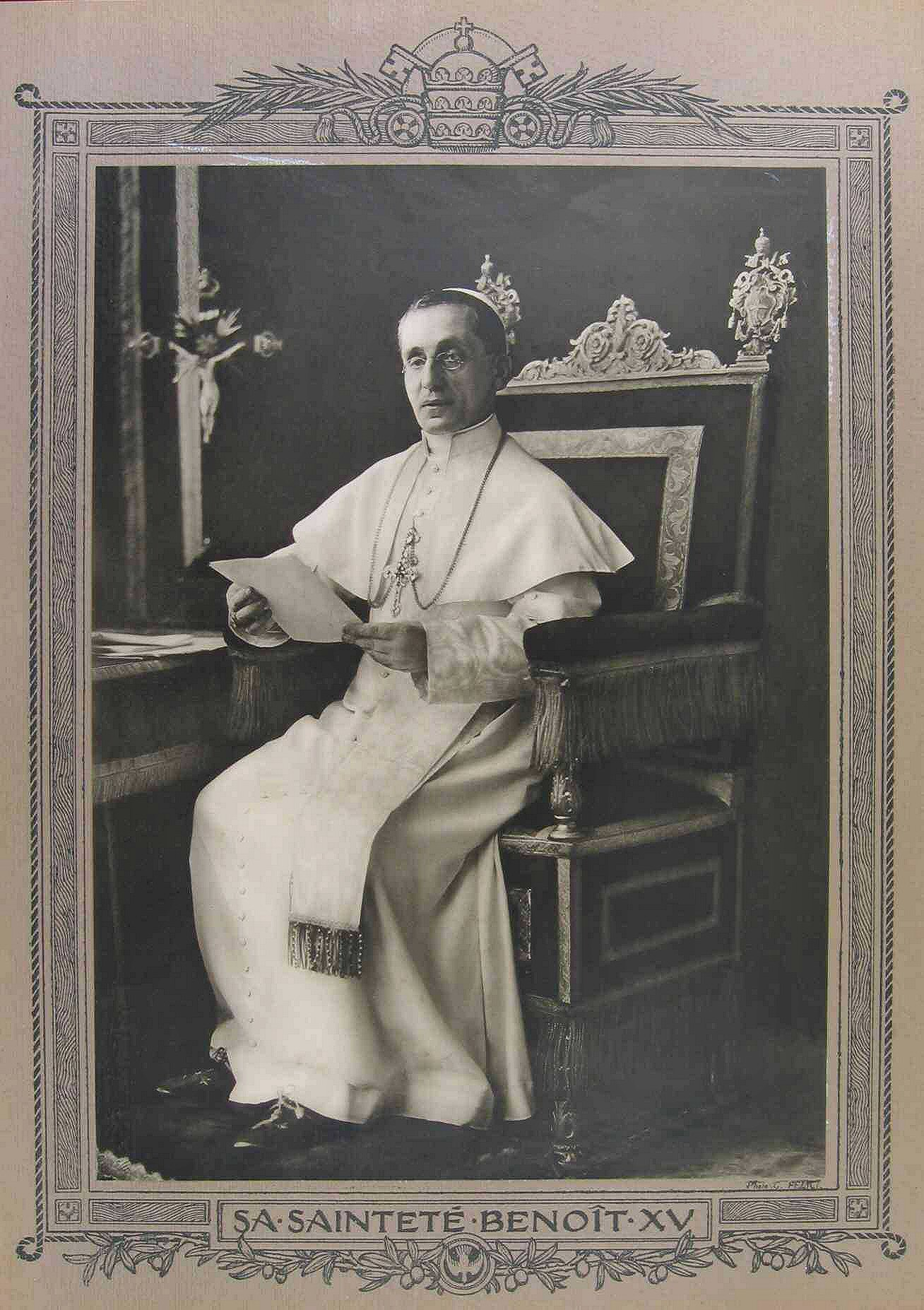
Le pape Benoît XV
(1914–1922).

Le mouvement scout italien est créé le 13 novembre 1910 sous le nom de Jeunes explorateurs italiens (it) (REI) par un proche de Robert Baden-Powell, le docteur James Spensley et un jeune éducateur catholique, Mario Mazza. Entre 1911 et 1912 celui-ci se retire pour divergences idéologiques avec le colonel Ottavio Reghini, président, sur les aspects confessionnels. Il crée alors la Fédération italienne du scoutisme (it) résolument empreinte de culture religieuse catholique. En 1915, des conflits opposent cette organisation aux REI placés sous le patronage de Victor-Emmanuel III et la présidence de Carlo Colombo. La FASCI et son président Mario di Carpegna sont alors chargés par la hiérarchie catholique d'une série de contacts officiels avec le Corps national des jeunes explorateurs et exploratrices italiens (it) (CNGEI) présidé par l'amiral Bettolo en vue de régler le conflit par la reconnaissance du CNGEI au sein de l'organisation nationale. Des négociations longues et ardues ne débouchent en fin de compte que sur un consensus vague dont la mise en œuvre pratique n'aboutit qu'à l’émergence des structures régionales propres au CNGEI.
Cette première tentative pour octroyer au CNGEI un statut d'autonomie comparable à celui du scoutisme catholique au Royaume-Uni, ayant échoué la décision est prise d'y missionner Mario di Carpegna, président de la FASCI, afin d'analyser sur place les tenants et aboutissants du scoutisme. Il y rencontre personnellement Robert Baden-Powell avec lequel il entretient par la suite des contacts réguliers. Les 15 et 17 janvier 1916, il fait part de son rapport au conseil central de la « Società della Gioventù Cattolica Italiana » (SGCI : Société de la jeunesse catholique italienne) qui procède dès lors à la fondation de l'« Association du scoutisme catholique italien » (ASCI) dont Mario di Carpegna est nommé premier commissaire le 28 janvier 1916. C'est le supplément no 3 de la revue Stadium (organe officiel de la FASCI) du 6 février 1916 qui annonce officiellement la naissance de l'ASCI en ces termes : « À l'aube de sa 60e année, un patricien romain, aux cheveux grisonnants, se lance avec toute la fougue et l'enthousiasme d'un jeune homme dans la création d'une entreprise prometteuse : participer à l'essor du scoutisme catholique en Italie »,. Le 15 juin 1916, le pape Benoît XV, après quelques hésitations, décide créer le poste de vice commissaire ecclésiastique central de l'ASCI et d'y nommer le père jésuite Giuseppe Gianfranceschi, futur directeur de Radio Vatican,.

## L'Association du scoutisme catholique italien (ASCI)

### L'ASCI: Mario Mazza et Mario di Carpegna

Logo de l’ASCI.

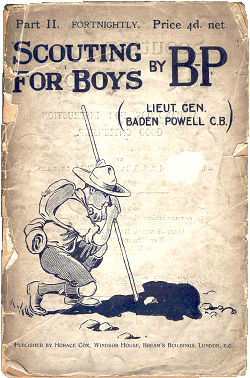
Scouting for Boys, de Robert Baden-Powell.

À partir de ce moment le personnage public de Mario di Carpegna se confond avec l'histoire du scoutisme catholique qu'il oriente résolument vers l'ouverture au monde. En dépit de leur estime réciproque, les deux fortes personnalités que sont respectivement Mario Mazza et Mario di Carpegna ne vibrent pas au même diapason : Mario Mazza se réfère certes à une approche inspirée de celle de Robert Baden-Powell mais fortement réimprégnée de catholicisme et de nationalisme alors que Mario di Carpegna s'ouvre à des horizons internationaux également éminemment chrétiens mais plus conformes à l'histoire et la mystique du mouvement. Ce souci l'entraîne jusqu'à bien attribuer l'origine du scoutisme au livre de la jungle de Rudyard Kipling, écrivain étranger suspect d'anglicanisme : audace exceptionnelle à l'époque compte tenu de ses autres fonctions. La volonté d'une mise en œuvre rigoureusement conforme de la philosophie scoute l'amène à traduire en italien l'ouvrage de Robert Baden-Powell : Scouting for Boys,.
En 1921, Mario Mazza déménage à Rome. Il est alors nommé commissaire central et chargé de la direction du centre destiné à la formation des futurs dirigeants de l'ASCI. C’est à ce titre qu’il organise le premier rassemblement national à Val Fondillo — suivi d’un autre, du 21 au 30 août 1921, toujours au Parc national des Abruzzes — auquel participent pas moins de 700 scouts sur les 2 100 recensés. Réticent à souscrire à la récurrence de tels rassemblements nationaux qu'il qualifie de « guère instructifs et peu empreints de l'esprit scout », Mario di Carpegna réussit à convaincre la majorité du commissariat central de l'organisation de ne pas pérenniser systématiquement ce type d'événement ponctuel dans le cadre des programmations de l'ASCI. Commissaire central de l'ASCI depuis sa fondation en 1916, il en devient également le chef scout de 1922 jusqu'à son envol vers d'autres sphères.
Le jamboree de 1920 rapproche le CNGEI et l'ASCI qui esquissent une collaboration avec tout le soutien de Mario di Carpegna mais la montée progressive du fascisme vient bientôt interrompre ces efforts de rapprochement. Il meurt — ou, comme disent les scouts catholiques : il rejoint la maison du Père céleste — le 3 novembre 1924. Il ne vit donc pas suffisamment pour être témoin de l'abolition du scoutisme par le régime fasciste italien. Dès la fin de l'année 1943, c'est la propre nièce de Mario di Carpegna, Giuliana di Carpegna, qui participe à la fondation de l'Association des guides italiennes (it) (AGI) équivalant à la branche féminine de l'ASCI dont la création, en tant que telle, est dûment approuvée par le pape Pie XII.

### De l'ASCIau scoutisme catholique mondial
À l'occasion de sa participation au premier Jamboree mondial, en août 1920 à l'Olympia Hall de Londres, Mario di Carpegna renoue des liens étroits avec Robert Baden-Powell et participe, en qualité de représentant officiel de l'Italie, à la première conférence internationale de Londres, dont il est le fondateur. Avec le père jésuite Jacques Sevin (France) et le professeur Jean Corbisier (Belgique), il est également cofondateur du Bureau international du scoutisme catholique (BISC) dont il est élu président ; ce qui, en quelque sorte, le désigne comme étant à l'origine du scoutisme catholique mondial.
En juillet 1922, le BISC, approuvé par le pape Benoît XV, est rebaptisé Organisation internationale du scoutisme catholique (OISC). Il inclut alors en son sein les pays suivants : l'Argentine (Unión Scouts Católicos Argentinos (USCA) créée en 1912), l'Autriche (Pfadfinder und Pfadfinderinnen Österreichs créée en 1910), la Belgique (Baden-Powell Belgian Boy-Scouts (BPBBSS) créé en 1910), le Chili (Asociación de Guías y Scouts de Chile, créée en 1909), l'Équateur (Asociación de Scouts del Ecuador, créée en 1920), l'Espagne (Movimiento Scout Católico créé en 1912), la France (Fédération nationale catholique des scouts de France créés en 1920), la Hongrie (Magyar Cserkészszövetség créée en 1912), l'Italie (Associazione Scouts Cattolici Italiani (ASCI) créée en 1916), le Luxembourg (Fédération nationale des scouts du Luxembourg fondée en 1919 et devenue depuis Lëtzebuerger Guiden a Scouten), la Pologne (Association des scouts de la République de Pologne (ZHR) créée en 1910). L'héritage de Mario di Carpegna est encore sensible dans le fonctionnement de la Conférence internationale catholique du scoutisme (CICS) qui a toujours ses bureaux à Rome au siège de l'AGESCI.
Représentant du scoutisme italien au Comité international du scoutisme (CIS) dont il est membre dès sa création en 1922, Mario di Carpegna en devient commissaire international par intérim en 1922–1923. Il œuvre alors à inscrire le scoutisme catholique italien au sein du mouvement scout mondial. Cette volonté perdure et se lit toujours dans le logo actuel du mouvement. Le mouvement scout international possède deux symboles : la fleur de lys de l'Organisation mondiale du mouvement scout (OMMS) créé par Baden-Powell, et le trèfle de l'Association mondiale des guides et éclaireuses (AMGE), issue du Conseil mondial créé en 1919 par son épouse, Olave Baden-Powell. Alors que celui de l'ASCI ne comporte avant sa fusion avec les guides que le dessin d'une fleur de lys très spécifique, celui de l'AGESCI, qui regroupe guides et scouts, reprend explicitement le graphisme des deux symboles des logos mondiaux en les superposant : la fleur de lys et le trèfle réunis par les deux mêmes étoiles.

Logo de l'OMMS.
Logo de l'AMGE.
Logo de l'AGESCI.

## Reconnaissance

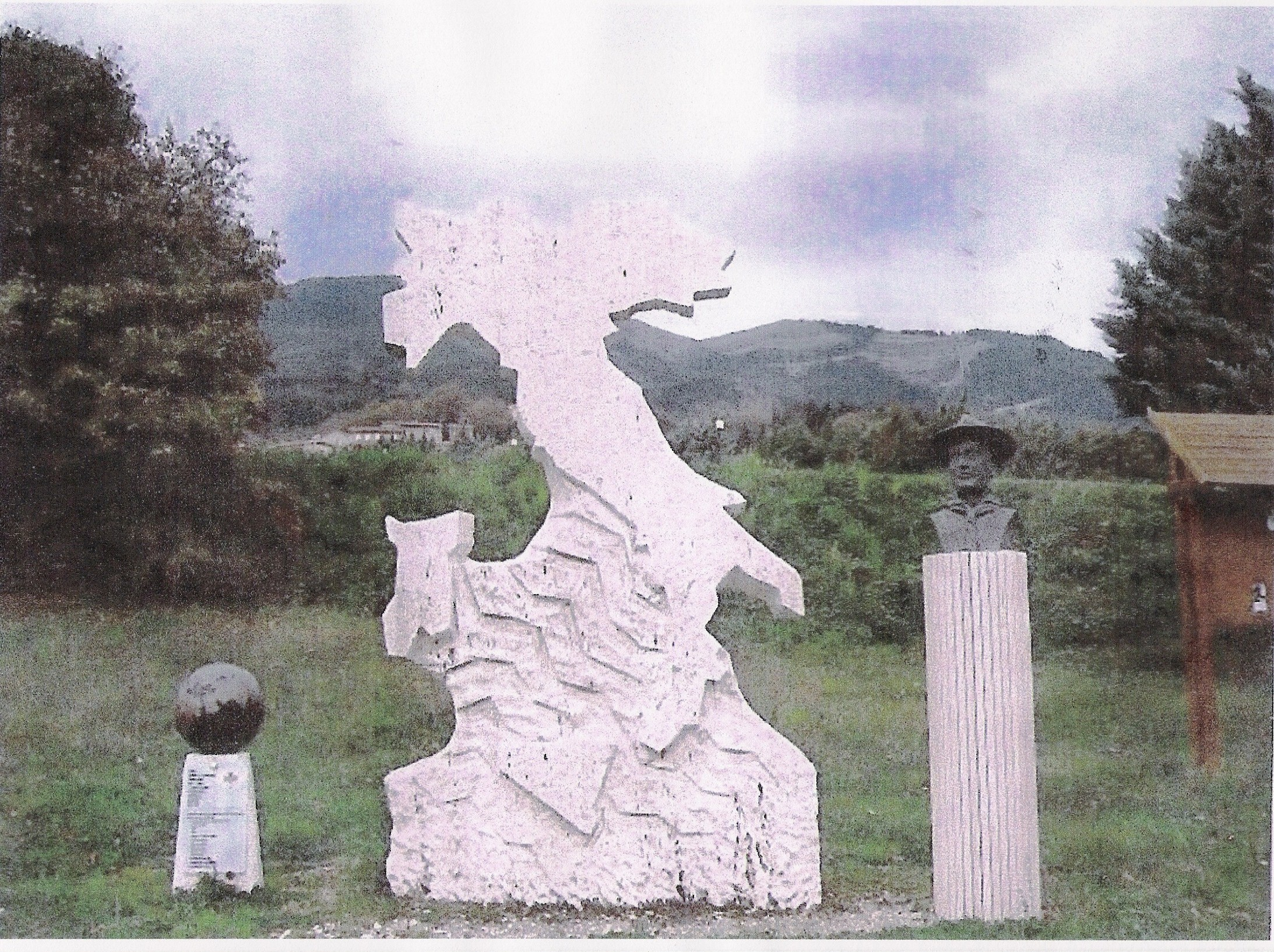
Monument du Parc des Chênes à Carpegna.

Le 9 mai 1999, un monument est érigé en hommage au comte Mario di Carpegna ; il est inauguré dans le Parc des chênes, à Carpegna, village situé dans la province de Pesaro et d'Urbino. L'œuvre est d'Umberto Corsucci, habitant la proche commune de Montefiore Conca ; elle se compose d'un buste en bronze, d'une grande sculpture figurative de l'Italie et d'un autre bronze, plus petit, de la planète. Le comité constitué pour la commémoration des funérailles de Mario di Carpegna ainsi que les travaux du monument sont dirigés par Don Romano Nicolini et la ville récipiendaire organise chaque année une commémoration officielle à la mémoire du comte Mario di Carpegna.
Outre son titre de garde noble, Mario di Carpegna est :
- Loup d'argent, la plus haute décoration honorifique du mouvement scout britannique décernée par Robert Baden-Powell aux chefs des contingents nationaux à l’occasion du jamboree mondial de 1920[20] ;
- commandeur avec plaque de l'ordre de Pie IX[N 21] ;
- Chevalier grand-croix de l'ordre de Saint-Grégoire-le-Grand ;
- commandant d’honneur de la Garde palatine de Sa Sainteté le pape Benoît XV[2].

Garde noble du Vatican en grand uniforme.
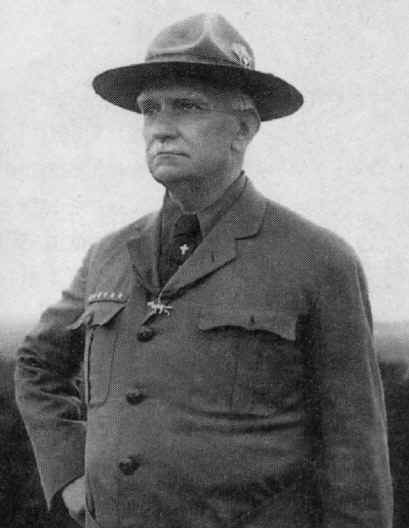
Mario di Carpegna en 1922 avec le Loup d'argent en sautoir.
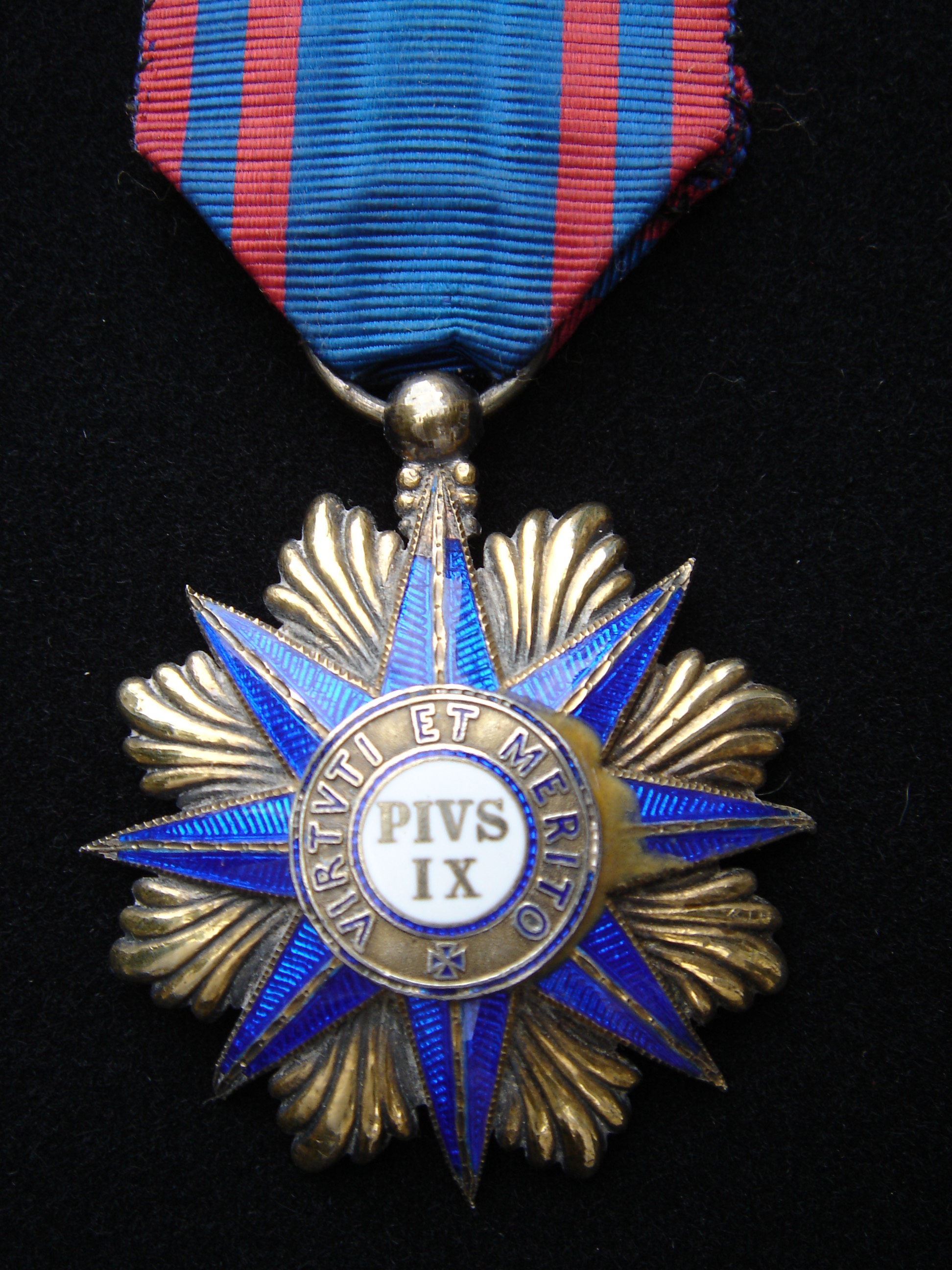
croix de l'ordre de Pie IX.
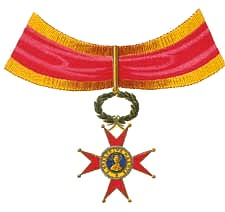
Cravate de l'ordre de Saint-Grégoire-le-Grand.
Garde palatin.